# Anaticinella
Anaticinella es un género de foraminífero planctónico de la subfamilia Rotaliporinae, de la familia Rotaliporidae, de la superfamilia Rotaliporoidea, del suborden Globigerinina y del orden Globigerinida. Su especie tipo es Globorotalia? multiloculata. Su rango cronoestratigráfico abarca desde el Cenomaniense medio hasta el Turoniense inferior (Cretácico superior).

## Descripción
Anaticinella incluía especies con conchas trocoespiraladas, de trocospira baja y de forma globular; sus cámaras eran globulares, o ensanchadas en el lado axial; sus suturas intercamerales eran rectas o curvadas e incididas, o elevadas por carenas circumcamerales poco desarrolladas; su contorno era redondeado y lobulado; su periferia era ampliamente redondeada, con una banda imperforada estrecha o carena (muricocarena) poco desarrollada; su ombligo era muy amplio, ocupando casi la mitad del diámetro de la concha; su abertura era interiomarginal, umbilical-extraumbilical, con forma de arco bajo asimétrico, y protegida con un pórtico que se prolonga hacia el ombligo; las aberturas de las cámaras precedentes permanecían como aperturas accesorias prolongándose desde las suturas hasta el área umbilical; ocasionalmente, la última cámara presentaba dos de estas aberturas; presentaba pared calcítica hialina, macroperforada con alta densidad de poros, y de superficie punteada, pustulosa a vermicular.

## Discusión
Algunos autores han considerado Anaticinella un sinónimo subjetivo posterior de Rotalipora. Clasificaciones posteriores han incluido Anaticinella en la superfamilia Globigerinoidea.

## Paleoecología
Anaticinella incluía especies con un modo de vida planctónico, de distribución latitudinal cosmopolita, y habitantes pelágicos de aguas superficiales (medio epipelágico).

## Clasificación
Anaticinella incluye a la siguiente especie:
- Anaticinella multiloculata †